# Christian Gottfried Telonius
Christian Gottfried Telonius, né le 1er novembre 1742 à Hambourg et mort le 29 janvier 1802, est un compositeur allemand de musique classique.

## Biographie
Christian Gottfried Telonius, naît le 1er novembre 1742 à Hambourg, fils de l'organiste Johann Friedrich Telonius et de Friederica Maria Christiana Bleken,,.
En 1761, il est nommé greffier, puis travaille ensuite comme greffier des douanes.
Il se marie le 4 novembre 1766 avec Jeannette Elizabeth Matthieu (1744-1781), ensuite le 13 février 1782 avec Charlotte Caroline Amalie Schwarz et, enfin, le 3 janvier 1793 avec Anna Magdalena Weiss (1768-1798),.
Christian Gottfried Telonius meurt à Hambourg le 29 janvier 1802,.

## Œuvre
Christian Gottfried Telonius qui signait ses manuscrits du nom de Teloni,, est principalement connu pour son concerto pour trompette marine : 
- Oden und Lieder mit Melodien (Odes avec mélodie pour clavier, Hambourg 1777)[1],[5],[6]
- Freymaurer-Lieder mit Melodien zum Gebrauch der von der Großen Landes-Loge der Freymaurer in Deutschland constituirten Logen (Chants maçonniques avec mélodies à l'usage des loges constituées par la Grande Loge nationale des maçons en Allemagne, Hambourg 1778)[1],[7]
- Concerto XIII en do pour tromba marina, cordes, timbales et basse continue[8]

## Enregistrements
- Messe von Muri - Concertos, œuvres de Johann Valentin Rathgeber et Christian Gottfried Telonius par la Capella Murensis, dir. Johannes Strobl, et l'ensemble Arcimboldo, dir. Thilo Hirsch (Audite 92.559, 2007)[9],[10]